# エクイタブルストロークコントロール
エクイタブルストロークコントロール (Equitable Stroke Control, ESC) は、2020年にワールドハンディキャップシステムが逐次導入されるようになる以前に使われていたゴルフハンディキャップシステム計算手順の一部で、記録されたスコアを調整してより公平・正確なハンディキャップ計算を行うことを目的とした。個々のホールで 1 打あるいはそれ以上の打数の非常に高い（多い）スコアが偶発的に発生してハンディキャップ計算値が過大に膨らむのを避けるための対策だった。
エクイタブルストロークコントロールは、ゴルファーのコース（またはプレー）ハンディキャップ値を基に、各ホールの最大打数を決定する。

## エクイタブルストロークコントロールテーブル
USGA ハンディキャップシステムでは、ハンディキャップ算出を目的としたホールあたりの最大スコアは下記テーブルにしたがって決定される   ：
| コースハンディキャップ | ホールごとの最大スコア |
| ---------------------- | ---------------------- |
| 9まで                  | 2オーバーパー          |
| 10から19               | 7打                    |
| 20から29               | 8打                    |
| 30から39               | 9打                    |
| 40以上                 | 10打                   |

たとえば、コースハンディキャップが 8 のゴルファーがトータル（グロス） 83 のスコアでホールアウトしたが、そのスコアのうちパー 3 のホールで 6 打（トリプルボギー）打っていたとすると、このホールの最大スコアは 2 オーバーパーの 5 打となるので、採用されるスコアは 82 になる。しかし、コースハンディキャップが 11 のゴルファーが上記コースハンディキャップ 8 のプレーヤーと全く同じスコアだったとすると、採用されるスコアは 83 になる。

### ゴルフカナダ
2012年4月、ゴルフカナダは USGA と同じ ESC テーブルを採用した。それ以前は、以下のテーブルが使用されていた ：
| コースハンディキャップ | ホールごとの最大スコア |
| ---------------------- | ---------------------- |
| 0まで                  | 1オーバーパー          |
| 1から18                | 2オーバーパー          |
| 19から32               | 3オーバーパー          |
| 33以上                 | 4オーバーパー          |

## その他

### 南アフリカ
2019年10月以前、GolfRSA ハンディキャップシステムは、ハンディキャップ計算での高い（過大な）ホールスコアによる影響を排除するために同様の方法を使用していた。"Adjusted Gross"（調整済みグロス）と呼ばれ、ホールごとに下表の最大スコアを使った ：
| コースハンディキャップ | ホールごとの最大スコア |
| ---------------------- | ---------------------- |
| 18以下                 | 2オーバーパー          |
| 19以上                 | 3オーバーパー          |

2019年10月以降は、ホールあたりの最大スコア決定法としてネットダブルボギーが採用されることになった 。

### ネットダブルボギー
他のほとんどのハンディキャップシステムでは、過大ホールスコアの影響排除を目的としたホールあたりの最大スコア決定法としてネットダブルボギー（ハンディキャップストロークが適用された後のパーに対してプラス2打）を採用している。これはステーブルフォードによるスコアリングを行ったと仮定して、獲得ポイントがゼロになる最少スコア（ネットスコアでのダブルボギー）をホール最大打数とするものとなっている。